# شگفت‌انگیز عجیب (ترانه)
«شگفت‌انگیز عجیب» (به انگلیسی: Freaky Deaky) ترانه‌ای از رپرهای آمریکایی تایگا و دوجا کت است که در ۲۵ فوریهٔ ۲۰۲۲ منتشر شد و به‌عنوان تک‌آهنگ اصلی هشتمین آلبوم استودیویی آیندهٔ تایگا در نظر گرفته شده‌بود. این ترانه به‌دست خوانندگان، به‌همراهٔ آلیسا کانتو و تهیه‌کنندگان برندون همیلن، دکتر لوک، مایک کروک و رایان اوگرن نوشته شده‌است. «شگفت‌انگیز عجیب» ترانه‌ای با محوریت پاپ است و بخشی گوش‌نواز و شبیه لالایی دارد که بر اساس نسخه‌ای تغییر یافته از ترانهٔ «غذاخوری تام» اثر سوزان وگا در سال ۱۹۸۷ ساخته شده‌است، و سوزان وگا بابت آن اعتبار نویسندگی دریافت کرده‌است. در این ترانه، رپران دربارهٔ تمایلات جنسی خود بر روی یک ملودی شاد و گیرایی صحبت می‌کنند. این تک‌آهنگ که حدود دو سال قبل از انتشار ساخته‌شده، دومین همکاری بین تایگا و دوجا کت پس از بازخوانی ترانهٔ «آب‌دار» دوجا کت در سال ۲۰۱۹ می‌باشد.
«شگفت‌انگیز عجیب» با استقبال مثبت منتقدان موسیقی مواجه شد که به جذابیت آهنگ و تعامل خوب بین هنرمندان اشاره کردند. این آهنگ برای جایزه بهترین همکاری در چهل و هشتمین جوایز برگزیده مردم نامزد شد و از نظر تجاری به رتبه ۴۳ در جدول بیلبورد هات ۱۰۰ رسید و در کشورهای استرالیا، مجارستان، نیوزیلند، بریتانیا و جدول ۲۰۰ آهنگ جهانی جزو ۴۰ آهنگ برتر قرار گرفت. این تک‌آهنگ به صدر جدول ایرپلی ریتمیک رسید و چهارمین ترانهٔ شماره یک تایگا و هفتمین ترانهٔ شماره یک دوجا کت در این جدول شد. این ترانه در ایالات متحده و نیوزیلند به گواهی طلا رسید. موزیک ویدئو این ترانه که توسط کریستیان برسلاور کارگردانی شده تایگا را در حال اغوا شدن توسط دوجا کت با لباس جذاب و تحریک‌کننده نشان می‌دهد.